# Дженис: маленькая девочка грустит
«Дженис: маленькая девочка грустит» (англ. Janis: Little Girl Blue) — документальный фильм об американской рок-блюз-певице Дженис Джоплин режиссёра Эми Джей Берг, вышедший в 2015 году.
Премьера состоялась на 72-м Венецианском кинофестивале. Также фильм был показан в документальной секции 40-го Международного кинофестиваля в Торонто.

## Сюжет
Фильм основан на видео выступлений и интервью Дженис Джоплин, воспоминаниях знавших её людей и архивных фото певицы. Закадровый текст представляет собой письма Дженис, которые читает певица Кэт Пауэр.

## В ролях
- Чан Маршалл, как рассказчик
- Дженис Джоплин
- Питер Альбин
- Сэм Эндрю
- Дик Каветт
- Дэвид Далтон
- Клайв Дэвис
- Касс Эллиот
- Мелисса Этеридж
- Дэйв Гетц
- Джими Хендрикс
- Крис Кристофферсон
- Джон Леннон
- Джульетт Льюис
- Кантри Джо Макдональд
- Алесия Мур
- Дэйв Нихаус
- Йоко Оно
- Д.А. Пеннебейкер
- Отис Реддинг
- Пауэлл Сент-Джон
- Боб Вейр

## Критика
«Показ фильма „Дженис Джоплин. Грустная маленькая девочка“ вряд ли повысит количество поклонников певицы, зато режиссёр Эми Берг проводит очень качественный ликбез. Это очень подробная двухчасовая видеобиография, но не рок-легенды, а странной закомплексованной женщины, которая чувствовала себя гармоничной, только когда пела на сцене. <…> И, конечно, качественно сделанная документалка подспудно выходит далеко за рамки биографии одной певицы — получился ещё и рассказ об Америке 60-х с её борьбой против сегрегации, хипповскими протестами, музыкой и зарождающимся тогда шоу-бизнесом».